# Murdered: Soul Suspect
Murdered: Soul Suspect és un videojoc de sigil i aventura de misteri desenvolupat per Airtight Games i publicat el 2014 per Square Enix per a Microsoft Windows, PlayStation 3, PlayStation 4, Xbox 360 i Xbox One.
Després del llançament, el joc va rebre una acceptació mitjana dels jugadors i els fòrums; la majoria de les crítiques es van centrar en els combats pobres, la poca durada del joc i la manca de dificultat. No obstant això, també va rebre elogis per alguns aspectes de la història que presentava i del seu concepte original.

## Jugabilitat
Murdered: Soul Suspect es porta a terme en una versió fictícia de Salem. Jugat en una vista en tercera persona, el jugador desplaça el protagonista, Ronan, al voltant de la ciutat. Hi ha diverses àrees a Salem per explorar, com ara una església, un edifici d'apartaments, i un cementiri. El jugador completa els nivells per tal de seguir avançant en el joc. Hi ha centenars d'objectes de col·lecció en el joc, incloent-hi els 'missatges' de la noia fantasma i diversos tipus diferents de restes de paper que contenen informació sobre la vida de Ronan. Tenint en compte que el protagonista és un fantasma, el jugador té una sèrie d'habilitats fantasmals com el teletransport i la possessió. Cada zona té pistes per recol·lectar i progressar a través del nivell i la història.

## Trama
En una versió fictícia de Salem, un assassí en sèrie conegut com a Bell Killer comença a assassinar víctimes aparentment no connectades entre elles. És llavors quan el protagonista, el detectiu de la policia Ronan O 'Connor, entra en escena, i és capaç de trobar Bell Killer, però és llançat per una finestra i mort a trets durant la baralla. Més endavant és retornat a la Terra en forma de fantasma, havent-se assabentat abans que, per tal d'assolir el més enllà i retrobar-se amb la seva dona Julia, primer ha de descobrir la identitat del seu assassí. Amb l'ajuda d'Abigail, el fantasma d'una nena puritana, Ronan és capaç d'utilitzar les seves habilitats fantasmals per tornar a l'escena de la baralla, i descobreix que una mèdium anomenada Joy va ser testimoni de la baralla, i ara s'amaga en una església.
Joy està buscant la seva mare desapareguda Cassandra, i al principi es nega a ajudar a Ronan. Ell arriba a l'estació de policia, on ella es troba reclosa, ajudant-la a escapar amb la finalitat que pugui ajudar-lo a interactuar amb el món físic i localitzar el seu assassí. Mentre que porta a Joy fora de l'estació, Ronan descobreix que Baxter, un violent oficial que tenia de company, va treballar amb Cassandra en un cas anterior. La investigació de Cassandra porta la parella al cementiri de Salem per investigar una possible víctima de Bell Killer. Després de perseguir el fantasma d'una noia jove ofegada, Sophia, els poders fantasmals de Ronan li permeten veure els flashbacks de l'assassinat, revelant que Bell Killer li va preguntar a Sophia sobre un "contracte".
Una revisió de la investigació de Cassandra porta la parella a un hospital mental per trobar una supervivent de Bell Killer, Iris. Després d'infiltrar-se en la instal·lació, s'adonen que Iris posseeix la mateixa capacitat de veure fantasmes, i dedueixen que l'assassí està matant mèdiums. Es revela que Iris està posseïda per l'esperit de la seva germana, Rose, a qui Bell Killer va matar cremant-la viva després que ella ajudés a escapar a Iris. Rose, Iris, i Joy tornen a l'església. Mentrestant, Ronan investiga al museu sobre la caça de bruixes de Salem. Allà, dedueix que Bell Killer està executant a les seves víctimes com si fossin bruixes; els "flashbacks" li revelen que Baxter va ocultar proves en el museu sobre Bell Killer. Creient que Baxter és l'assassí, Ronan surt del museu i es dona compte de diversos cotxes de policia es dirigien cap a l'església.
Un cop allà, Ronan s'assabenta que Bell Killer va atacar l'edifici, aixafant a Iris fins a la mort, i el sacrifici de diverses persones que estaven en el seu camí. Tot i que Joy estava fora de perill, ella va tornar a ser detinguda i portada a comissaria per Rex, el detectiu a càrrec del cas de Bell Killer. Mentre investiga l'església, Ronan s'adona que l'assassí s'amaga en una casa abandonada. Allà, Ronan descobreix proves irrefutables de les activitats i les pistes que impliquen que els homicidis d'aquest tipus han estat passant durant centenars d'anys.
Ronan descobreix el cadàver de Baxter. El fantasma de Baxter revela que va ser assassinat per Bell Killer mentre investigava en secret el cas després del seu descens de categoria. També aclareix que ell havia estat treballant amb Cassandra i que encara era viva. Al soterrani, els flashbacks revelen que Abigail havia estat empresonada allà abans que fos penjada. La seva execució va ser el càstig per haver acusat a diverses persones innocents de la bruixeria, el que va resultar en la mort. Cabrejada, Abigail va dibuixar un símbol de campana a terra, jurant que mai s'aturaria fins que les campanes doblen per totes les bruixes de Salem. Ella creu que les "bruixes" van fer un contracte amb els dimonis per obtenir poders inhumans.
Després de les proves, Ronan torna al museu per descobrir que Rex és Bell Killer, després d'haver estat posseït per Abigail. Mentre es prepara per penjar a Joy, Ronan aconsegueix forçar l'esperit d'Abigail fora del cos de Rex, i comença una batalla entre ells mostrant-se dolorosos records l'un de l'altre. Aquestes memòries revelen que Abigail ha posseït moltes persones per dur a terme els assassinats abans de matar els que va posseir alguna vegada. Entre els posseïts estaven Baxter, que va utilitzar per matar Rose, i Ronan, que va matar Sophia.
Abigail convoca un portal demoníac per empassar-se a Ronan. Aquest s'escapa de la seva atracció i força a Abigail. Ella se submergeix i s'esvaeix juntament amb el portal.
Joy s'allibera i després es reuneix amb la seva mare. Rex no és conscient dels crims comesos amb el seu cos. A la seqüela, Ronan sent com Julia li crida i es torna cap a la seva veu.

## Desenvolupament
El joc es va deure al fet que Square-Enix desitjava dedicar-se més cap al mercat occidental. Yosuke Shiokawa, director creatiu de Square-Enix, va tenir la idea d'un joc en què el jugador fos un fantasma i va llançar la idea a l'equip de desenvolupament d'Airtight Games. Airtight, a continuació, es va apropar a diferents conceptes que envoltaven la idea dels fantasmes, alguns dels quals "eren gairebé històries de superherois", segons Matt Brunner, director general creatiu d'Airtight.
L'equip va tenir problemes al principi amb la integració de les filosofies orientals i occidentals pel que fa als fantasmes. Sobre el procés, Brunner va indicar més endavant: "Hi ha moltes suposicions que nosaltres no érem encara conscients, el qual nosaltres fèiem a banda i banda, sobre com fictíciament donar suport a "qui ets tu com un personatge en aquest món". Ens va prendre, jo diria, un bon any i mig de constant treball per aconseguir aquesta sensació de "Què, de debò? o ", així que això és del que estàs parlant."

## Recepció del públic
Murdered: Soul Suspect va rebre una recepció mitjana després de la seva publicació; la majoria de les crítiques es van centrar en els combats pobres, la curta durada, i la manca de dificultat. L'agregació de llocs web de ressenyes GameRankings i Metacritic va donar a la versió de PlayStation 4 un 61,29% basat en 41 crítiques i 59/100 basat en 60 crítiques, i a la versió de Microsoft Windows un 58.00% basat en 12 crítiques i 59 / 100 basat en 22 crítiques i la versió de Xbox One un 55.76% basat en 17 crítiques i 50/100 basat en 16 crítiques.
IGN Lucy O'Brien va donar al joc un 5,5 sobre 10, qualificant-lo de "mediocre" i dient: "Hi ha alguns grans conceptes en Murdered: Soul Suspect, però semblen infrautilitzats, i la manca de demanda de qualsevol estímul real ens fa sentir com un joc d'"escollir la ruta" en la qual només hi ha un camí que raspa per la potència del seu misteri central, però no puc evitar sentir que Murdered: Soul Suspect és deu hores sobre el valor dels assumptes pendents".
GameSpot Tom McShea va ser lleugerament menys negatiu donant al joc un 6 sobre 10; va lloar certs aspectes de la història dient: "Encara tenint problemes, en cap moment m'ha desencantat Soul Suspect. Tot i que em vaig adonar del ridícul que era sovint el joc, encara es van invertir en la història que s'estava desenvolupant lentament. " McShea va embolicar el comentari dient: "Murdered: Soul Suspect té molt més esperit que el seu protagonista de torn mai va poder reunir".
Andrew Reiner de Game Informer va donar al joc un 6,5 sobre 10; va resumir la seva crítica dient "Aquest és un d'aquests jocs que em trobo delirant aproximadament un segon, i arrossegant pel fang el següent. Val la pena el seu temps? Crec que sí. Malgrat les seves moltes deficiències, era entretingut fins al punt de no voler deixar-ho. És un misteri d'assassinat satisfactori i un joc per sota del par rodat tot en un. La història va guanyar al final per a mi. Si pots tolerar el joc d'investigació de mala qualitat, hi ha un munt de diversió".